# Chesaconcavus proteus
Chesaconcavus proteus is een zeepokkensoort uit de familie van de Balanidae. De wetenschappelijke naam van de soort is voor het eerst geldig gepubliceerd in 1834 door Conrad.